# سیسیلیا کریگر
سیسیلیا کریگر (انگلیسی: Cecilia Krieger؛ ۹ آوریل ۱۸۹۴ – ۱۷ اوت ۱۹۷۴) یک ریاضی‌دان اهل کانادا بود.